# Ottenby
Ottenby is een klein dorpje op het eiland Öland. Het ligt 2 km vanaf de zuidelijkste punt van het eiland aan de Kalmarsund. Twee kilometer naar het noorden ligt Grönhögen.
Het behoort bij de gemeente Mörbylånga. In Ottenby ligt aan de verlengingsweg van de Zweedse Weg 136, die in het dorp zijn keerpunt naar de Oostzeekust heeft en dan verder noordwaarts gaat als een soort parallelweg. Vroeger was het ook het begin van de Ölandspoorlijn, die inmiddels opgeheven is. Dit gebied wordt beschreven in hoofdstuk IX van Nils Holgersson.

## Ottenby Natuurpark
Het Ottenby Natuurpark is een vogelreservaat (ongeveer 4 km²) aan de zuidpunt van Öland. Het is gelegen ten zuiden van een denkbeeldige lijn van Ottenby naar de Oostzeekust op het uiterste zuidpunt van het eiland (Ölands Södra udde). Ottenby is een belangrijke pleisterplaats voor trekvogels, die langs de oostkust trekken tussen zomer- en winterverblijf. Daarom is Ottenby in maart/april en september/oktober een grote attractie voor vogelspotters. Het natuurpark is ook rijk aan vondsten uit de late IJzertijd en Vikingtijd. Er is een Naturum (bezoekerscentrum), restaurant en een vuurtoren met de naam Långe Jan. Dit is de hoogste vuurtoren van Zweden en hij is voor het publiek toegankelijk. Daarnaast ligt hier ook Ottenby fågelstation, een van de grootste en meest bekende vogelstations van Zweden.
Albrunna · Alby · Algutsrum · Alvlösa · Arontorp · Ås · Bläsinge · Bredinge · Bröttorp · Bårby · Degerhamn · Dörby · Eketorp · Eriksöre · Frösslunda · Färjestaden · Gettlinge · Glömminge · Gräsgård · Grönhögen · Gårdby · Gårdstorp · Hagby-Bläsinge · Hammarby · Hässleby · Hulterstad · Isgärde · Karlevi · Kastlösa · Kleva · Kråketorp · Lenstad · Lindby · Mellby · Mysinge · Mörbylilla · Mörbylånga · Norra Kvinneby · Norra Möckleby · Norra Näsby · Näsby · Össby · Ottenby · Resmo · Risinge · Runsbäck · Ryd · Rösslösa · Seby · Skogsby · Skärlöv · Smedby · Solberga · Stenåsa · Stora Frö · Sägerstad · Södra Möckleby · Torngård · Triberga · Ventlinge · Vickleby · Västerstad